# Джексон, Джастин (игрок в американский футбол)
Джастин Джозеф Джексон (англ. Justin Joseph Jackson; 22 апреля 1996, Чикаго, Иллинойс) — американский футболист, раннинбек. Выступал в НФЛ с 2018 по 2022 год. На студенческом уровне играл за команду Северо-западного университета, один из лучших игроков в его истории. На драфте НФЛ 2018 года был выбран в седьмом раунде.

## Биография
Джастин Джексон родился 22 апреля 1996 года в Чикаго. Младший из трёх детей в семье Фила и Дениз Джексон. Когда ему было три месяца, мать умерла от рака груди. Он и другие дети воспитывались второй супругой Фила Джексона Вероникой. Учился в старшей школе Гленбард Норт в пригороде Чикаго Кэрол-Стрим. Во время учёбы занимался лёгкой атлетикой, был капитаном школьной баскетбольной команды. За футбольную команду играл на позиции раннинбека, неоднократно признавался лучшим игроком года по различным версиям, дважды включался в сборную звёзд штата. За карьеру набрал выносом 6531 ярд с 85 тачдаунами, оба показателя стали рекордами школы. На момент окончания школы занимал четвёртое место в рейтинге универсальных раннинбеков по версии 247Sports.

### Любительская карьера
В 2014 году Джексон поступил в Северо-западный университет. В том же году он дебютировал в футбольном турнире NCAA, сыграв во всех двенадцати матчах команды и суммарно набрав 1388 ярдов, в том числе 1187 выносных. Он стал вторым в истории университета новичком, преодолевшим отметку в 1000 ярдов выносом. По итогам пяти игр сезона его признавали лучшим игроком нападения команды. В 2015 году Джексон провёл тринадцать игр, второй раз подряд набрав на выносе более 1000 ярдов. По ходу сезона он назывался среди претендентов на награды Максвелла и Доука Уокера.
В сезоне 2016 года Джексон принял участие в тринадцати играх, став лучшим бегущим конференции Big Ten с 1524 ярдами. Он также стал первым в истории университета игроком, набиравшим более 1000 ярдов в течение трёх сезонов подряд. Превзойти этот показатель он смог и в 2017 году, набрав 1311 ярдов в тринадцати матчах. До него четыре раза подряд это делали всего восемь игроков I дивизиона NCAA. По ходу сезона Джексон снова претендовал на награды Максвелла и Доука Уокера, а также вошёл в число финалистов трофея Уильяма Кэмпбелла. Карьеру в колледже он завершил в статусе рекордсмена университета по общему количеству выносных попыток, набранных ярдов и тачдаунов.

#### Статистика выступлений в NCAA
| Сезон | Команда               | Игры | Приём | Приём | Приём | Приём | Вынос | Вынос | Вынос | Вынос |
| Сезон | Команда               | Игры | Rec   | Yds   | Y/A   | TD    | Att   | Yds   | Y/A   | TD    |
| ----- | --------------------- | ---- | ----- | ----- | ----- | ----- | ----- | ----- | ----- | ----- |
| 2014  | Нортвестерн Уайлдкэтс | 12   | 22    | 201   | 9,1   | 1     | 245   | 1187  | 4,8   | 10    |
| 2015  | Нортвестерн Уайлдкэтс | 13   | 21    | 162   | 7,7   | 0     | 312   | 1418  | 4,5   | 5     |
| 2016  | Нортвестерн Уайлдкэтс | 13   | 35    | 219   | 6,3   | 0     | 298   | 1524  | 5,1   | 15    |
| 2017  | Нортвестерн Уайлдкэтс | 13   | 44    | 276   | 6,3   | 0     | 287   | 1311  | 4,6   | 11    |
| Всего | Всего                 | 51   | 122   | 858   | 7,0   | 1     | 1142  | 5440  | 4,8   | 41    |

### Профессиональная карьера
Перед драфтом НФЛ 2018 года аналитик издания Bleacher Report Мэтт Миллер среди сильных сторон игрока называл его маневренность и способность уходить от захватов, высокую результативность во время выступлений на студенческом уровне, видение поля, высокую скорость работы ног. К недостаткам Джексона он относил его антропометрические данные, проблемы в борьбе с физически мощными защитниками и неэффективность как блокирующего.
На драфте Джексон был выбран «Лос-Анджелес Чарджерс» в седьмом раунде под общим 251-м номером. Начало своего дебютного сезона в НФЛ он пропустил из-за травмы, дебютировав только на шестой неделе чемпионата. После выздоровления он принял участие в тринадцати играх, набрав 206 ярдов с двумя тачдаунами и успешно заменив травмированного Мелвина Гордона. В 2019 году из-за травмы ноги Джексон смог сыграть всего в семи матчах, выполняя роль дублёра Остина Экелера и набрав только 200 ярдов. Проблемы со здоровьем возникали и в сезоне 2020 года, когда он провёл девять игр с 270 выносными ярдами, конкурируя за место второго бегущего «Чарджерс» с Джошуа Келли.
В 2021 году Джексон провёл за «Чарджерс» четырнадцать игр, набрав 364 ярда — лучший результат в карьере. Он также вносил заметный вклад в игру специальных команд. После завершения сезона он получил статус свободного агента и в августе подписал контракт с «Детройтом». По ходу сборов он не сумел пробиться в основной состав «Лайонс» и был отчислен, но позднее вернулся в команду в роли третьего раннинбека. Джексон выходил на поле в шестнадцати матчах регулярного чемпионата 2022 года, набрав 170 ярдов с тачдауном, а также играл возвращающим в специальных командах. В июле 2023 года он подписал новый однолетний контракт с клубом, а 10 августа объявил о завершении спортивной карьеры.

#### Статистика выступлений в НФЛ

##### Регулярный чемпионат
| Сезон | Команда               | Игры | Приём | Приём | Приём | Приём | Вынос | Вынос | Вынос | Вынос |
| Сезон | Команда               | Игры | Rec   | Yds   | Y/A   | TD    | Att   | Yds   | Y/A   | TD    |
| ----- | --------------------- | ---- | ----- | ----- | ----- | ----- | ----- | ----- | ----- | ----- |
| 2018  | Лос-Анджелес Чарджерс | 13   | 15    | 135   | 9,0   | 0     | 50    | 206   | 4,1   | 2     |
| 2019  | Лос-Анджелес Чарджерс | 7    | 9     | 22    | 2,4   | 0     | 29    | 200   | 6,9   | 0     |
| 2020  | Лос-Анджелес Чарджерс | 9    | 19    | 173   | 9,1   | 0     | 59    | 270   | 4,6   | 0     |
| 2021  | Лос-Анджелес Чарджерс | 14   | 22    | 178   | 8,1   | 0     | 68    | 364   | 5,4   | 2     |
| 2022  | Детройт Лайонс        | 16   | 12    | 101   | 8,4   | 1     | 42    | 170   | 4,0   | 1     |
| Всего | Всего                 | 59   | 77    | 609   | 7,9   | 1     | 248   | 1210  | 4,9   | 5     |

##### Плей-офф
| Сезон | Команда               | Игры | Приём | Приём | Приём | Приём | Вынос | Вынос | Вынос | Вынос |
| Сезон | Команда               | Игры | Rec   | Yds   | Y/A   | TD    | Att   | Yds   | Y/A   | TD    |
| ----- | --------------------- | ---- | ----- | ----- | ----- | ----- | ----- | ----- | ----- | ----- |
| 2018  | Лос-Анджелес Чарджерс | 2    | 3     | 22    | 7,3   | 0     | 3     | 9     | 3,0   | 0     |
| Всего | Всего                 | 2    | 3     | 22    | 7,3   | 0     | 3     | 9     | 3,0   | 0     |

### Вне поля
Во время учёбы в Северо-западном университете Джексон начал интересоваться политикой, придерживается левых взглядов. В 2020 году он активно поддерживал кандидата в президенты США Берни Сандерса, критиковал воинственность американских средств массовой информации.